# Землянікін Володимир Михайлович
Володимир Михайлович Землянікін (27 жовтня 1933, Москва, Російська РФСР — 27 жовтня 2016, Москва, Росія) — радянський російський актор театру, кіно та телебачення. Заслужений артист Росії (1994).

## Біографія
Народився 27 жовтня 1933 р. Закінчив Театральне училище ім. Б. Щукіна в Москві (1956). Працював у Театрі-студії кіноактора (1956—1959).
З 1960 р. — актор театру «Современник».
Знімався у кіно з 1954 р. Зіграв близько вісімдесяти кіноролей.
Грав у фільмах: «Син» (Льоша Старостін), «Дім, в якому я живу» (Серьожа Давидов), «Тиша» (Косов) та ін., а також в українських кінокартинах: «Повість про перше кохання» (1957, Чап), «Вулиця молодості» (1958, Іван Кравчук), «Чорноморочка» (1959, Вася Гордієнко)

## Фільмографія
- 1954 — Атестат зрілості — однокласник
- 1954 — Випробування вірності — гість у Лутоніних
- 1955 — Син — Льоша Старостін, молодий робітник
- 1956 — Різні долі — студент на зборах
- 1957 — Дім, в якому я живу — Сергій Давидов
- 1957 — Повість про перше кохання — Аркадій, «Чап»
- 1958 — Солдатське серце — Федір Земсков
- 1958 — Вулиця молодості — Іван Кравчук, муляр-будівельник
- 1959 — Непіддатливі — Зернов, член заводського комітету ВЛКСМ
- 1959 — Чорноморочка — Вася Гордієнко
- 1960 — Голоси нашого кварталу — Арсен
- 1960 — Шумний день — Микола Савін
- 1962 — Молодо-зелено — Олексій Ведмідь
- 1962 — Черемушки — Сергій, водій
- 1963 — Тиша — Григорій Косів, парторг курсу
- 1964—1982 — Гніт (короткометражний) — тато Васі
- 1965 — Люди залишаються людьми — рудобородий, офіцер-зрадник
- 1965 — Мандрівник з багажем — Михайло Щеглов, мотоцикліст
- 1965 — Будується міст — шофер Аркадій
- 1966 — Казки російського лісу
- 1969 — Чекайте мого дзвінка (фільм-спектакль) — начальник карного розшуку
- 1972 — Червоне сонечко — Семен, батько Анютки
- 1972 — На дні (фільм-спектакль) — Медведєв Абрам Іванович, поліцейський
- 1972—1973 — Велика перерва — друг Петрикіна
- 1973 — Балалайкин і К° (фільм-спектакль) — Перекусихин 1-й
- 1973 — У весь голос (фільм-спектакль)
- 1973—1983 — Вічний поклик — Григорій Савельєв
- 1974 — Небо зі мною — Володя Ягодкин
- 1975 — Із записок Лопатіна (фільм-спектакль) — редактор
- 1975 — Крок назустріч — кореспондент
- 1976 — Вічно живі (фільм-спектакль) — Іван Петрович Зайцев
- 1977 — «Приїзжа» — Степан Якович Шохін, директор школи
- 1978 — Близька далина — Дьомін, 2-й секретар райкому партії
- 1979 — Цей фантастичний світ. Випуск 2 (фільм-спектакль) — фізик Євген Олександрович Кримов
- 1980 — Білий ворон — Сергій Лоскутов
- 1980 — Особливо важливе завдання — Круглов, парторг
- 1982 — Кафедра — Яковкин
- 1982 — Мати Марія — епізод
- 1982 — Нам тут жити — Гліб Петрович
- 1983 — Кінець бабиного літа — Петро Григорович Берестень
- 1983 — Летаргія — Смирнов
- 1983 — Привіт з фронту — Іван Петрович Василевич
- 1984 — Дорожче перлів і злата (фільм-спектакль) — Памфілій
- 1984 — Межа можливого — Свиридов, слідчий НКВС
- 1985 — Битва за Москву — офіцер 8-го мехкорпусу
- 1985 — Дороги Анни Фірлінг — солдат
- 1985 — Матвєєва радість — матрос Шаріков
- 1985 — Новосілля (фільм-спектакль) — Іванюк
- 1985 — Польова гвардія Мозжухіна — Панкратов
- 1985 — Слідство ведуть Знавці — Борис Анатолійович Молотков, автослюсар
- 1986 — В бездоріжжя — Бобриков
- 1986 — Додатковий прибуває на другу колію — Бєлов
- 1986 — Я зробив все, що міг — Голиба
- 1987 — Більшовики (фільм-спектакль) — Курський, нарком юстиції
- 1988 — Лапта — Шустов
- 1988 — Об'єктивні обставини (фільм-спектакль) — Макаров
- 1988 — Радості земні — Сурков, інженер
- 1988 — Сім днів Надії — Петрович, наладчик верстатів на ткацькій фабриці
- 1989 — Жінки, яким пощастило — брат Понеділка
- 1990 — Дурні вмирають по п'ятницях — Павло Іванович, полковник
- 1992 — Вбивство на Жданівської — Микола Щолоков, міністр внутрішніх справ
- 1993 — Розкол — Микола Михайлович Піраміди, революціонер
- 1993 — Територія — скаржник
- 1998 — Відображення — Юрій Анатолійович, сусід по палаті
- 2001 — Сезон полювання 2 — експерт Гриша
- 2002 — Марш Турецького — Іван Петрович
- 2002 — Маска і душа — Гриша
- 2005 — Авантюристка — генерал
- 2005 — Отаман — Злобін
- 2005 — Голова класика — монах
- 2006 — Загублені в раю — комісар
- 2007 — Заповіт Леніна — житель селища Туркмен
- 2008 — Крутий маршрут (фільм-спектакль) — голова суду
- 2008 — Листоноша
- 2008 — Псевдонім «Албанець»-2 — Петро Михайлович
- 2011 — А щастя десь поруч — сусід Хруща
- 2011 — Червоні фонтани (короткометражний) — Тимофій Тимофійович Васильєв
- 2011 — Збережені долею — Леонід Вадимович, батько Вадима